# Heerde
Heerde – gmina w prowincji Geldria w Holandii. W 2014 roku populacja wyniosła 18 515 mieszkańców. Stolicą jest miejscowość o tej samej nazwie.
Przez gminę przechodzi A50.

## Miejscowości

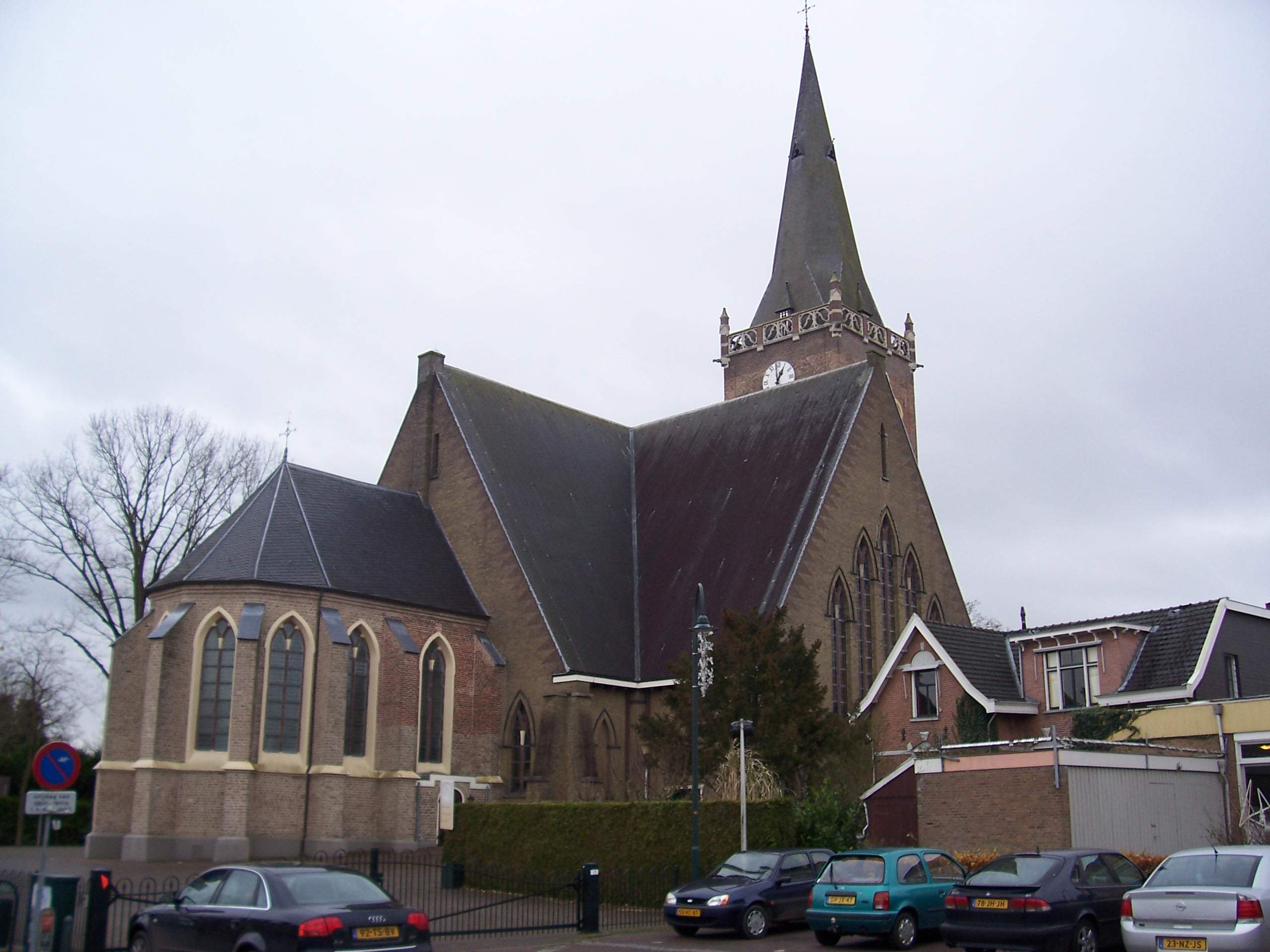
Kościół w Heerde

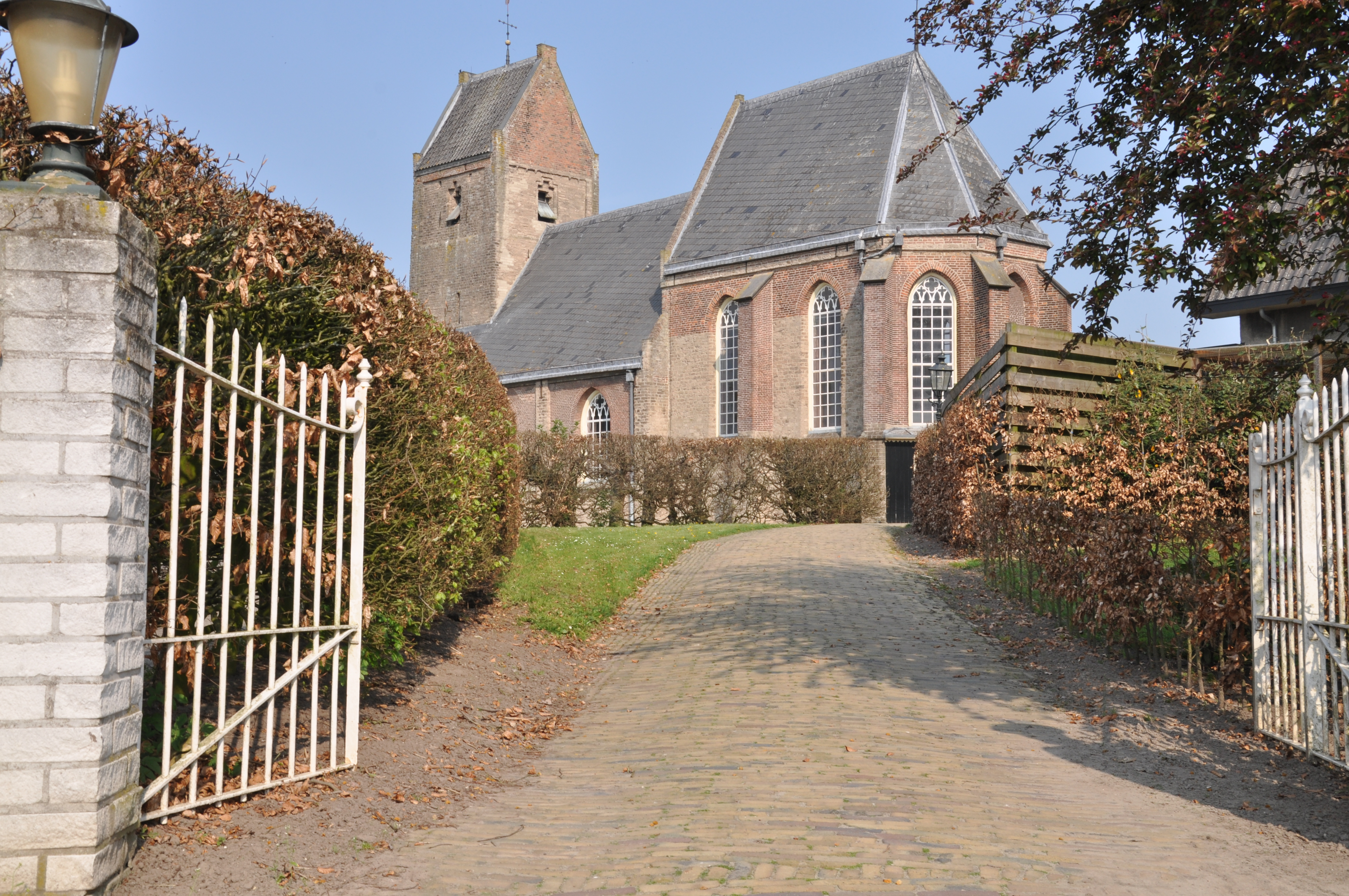
Kościół w Vorchten

- Heerde (12 255)
- Veessen (680)
- Vorchten
- Wapenveld (6080)

### Przysiółki
Bakhuisbos · Berghuizen · Hoorn · Hoornerveen · Horsthoek · Markluiden · Wapenveld-noord · Werven · Wolbert